# (100918) 1998 KF52
(100918) 1998 KF52 es un asteroide perteneciente al cinturón de asteroides, región del sistema solar que se encuentra entre las órbitas de Marte y Júpiter, descubierto el 23 de mayo de 1998 por el equipo del Lincoln Near-Earth Asteroid Research desde el Laboratorio Lincoln, Socorro, Nuevo México, Estados Unidos.

## Designación y nombre
Designado provisionalmente como 1998 KF52. 

## Características orbitales
1998 KF52 está situado a una distancia media del Sol de 2,367 ua, pudiendo alejarse hasta 2,814 ua y acercarse hasta 1,919 ua. Su excentricidad es 0,189 y la inclinación orbital 10,15 grados. Emplea 1330,17 días en completar una órbita alrededor del Sol.

## Características físicas
La magnitud absoluta de 1998 KF52 es 15,7. 